# Bentheogennema pasithea
Bentheogennema pasithea är en kräftdjursart som först beskrevs av De Man 1907.  Bentheogennema pasithea ingår i släktet Bentheogennema och familjen Benthesicymidae. Inga underarter finns listade i Catalogue of Life.